# Mocta Douz
Mocta Douz (în arabă مقتادوز) este o comună din provincia Mascara, Algeria.
Populația comunei este de 9.105 locuitori (2008).